# Ataces

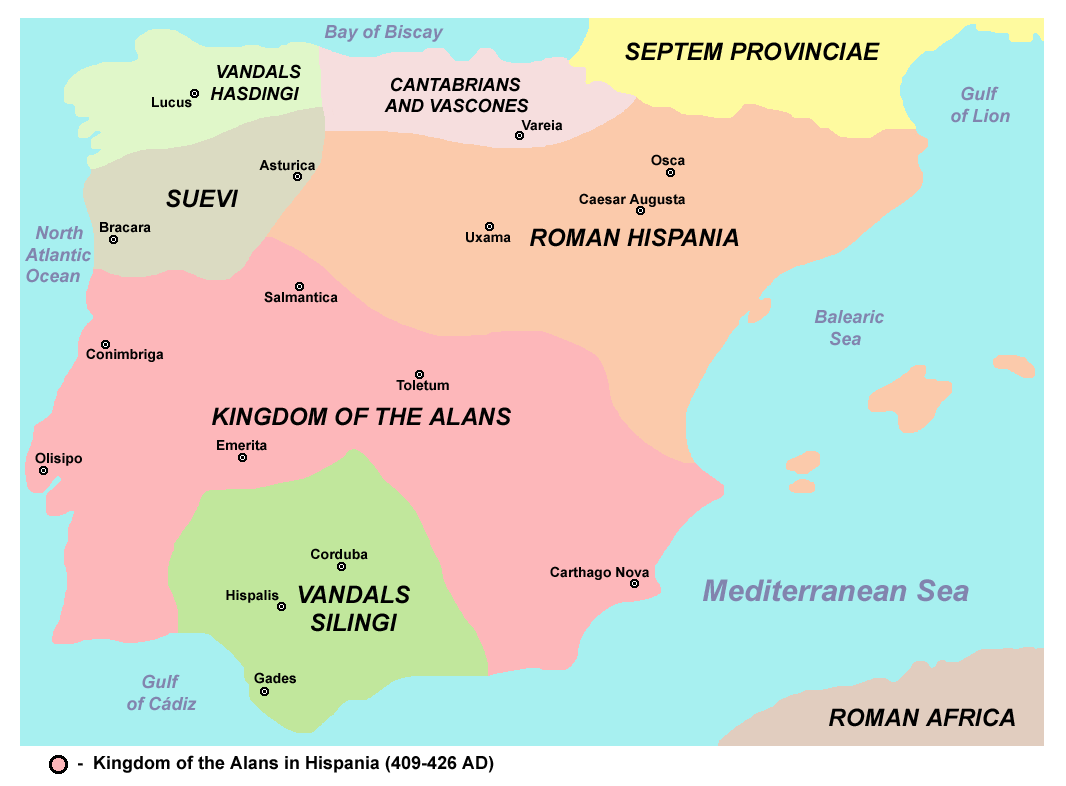
mapa de la península ibérica a principios del

Ataces, Atax o Addax (¿?-418) fue rey de los alanos entre los años 409 y 418, tribus indoeuropeas de origen iranio que invadieron Hispania y se le atribuye la destrucción de Conímbriga y la construcción de Coímbra, en las proximidades de la ciudad antigua.

## Historia
Dice la leyenda que Ataces estaba enamorado de Cindazunda, hija del rey cristianizado de los suevos Hermerico. Siendo Ataces pagano chamánico de su pueblo, el rey suevo le impidió casarse con su hija. Ataces, furioso, mandó sus ejércitos contra Conimbriga, destruyendo toda la ciudad, y Emenerico le concedió a su hija casarse con Ataces, quien así decidió construir la ciudad de Coímbra.
Conquistó la ciudad de Emérita Augusta (Mérida), estableciendo en ella su corte durante seis años y finalizando así el dominio romano. Murió en batalla contra Walia, rey de los Visigodos.
| Predecesor: Respendial | Rey alano ¿? - 418 | Sucesor: Gunderico |

- Datos: Q920750